# Liste der Kulturdenkmale in Oberndorf am Neckar
In der Liste der Kulturdenkmale in Oberndorf am Neckar sind alle Bau- und Kunstdenkmale der Stadt Oberndorf am Neckar und ihrer Teilorte verzeichnet, die im „Verzeichnis der unbeweglichen Bau- und Kunstdenkmale und der zu prüfenden Objekte“ des Landesamts für Denkmalpflege Baden-Württemberg verzeichnet sind.
Diese Liste ist nicht rechtsverbindlich. Eine rechtsverbindliche Auskunft ist lediglich auf Anfrage bei der Unteren Denkmalschutzbehörde des Landkreises Rottweil erhältlich.

## Allgemein
- Bild: Zeigt ein ausgewähltes Bild aus Commons, „Weitere Bilder“ verweist auf die Bilder im Medienarchiv Wikimedia Commons.
- Bezeichnung: Nennt den Namen, die Bezeichnung oder die Art des Kulturdenkmals.
- Lage: Straßenname und Hausnummer oder Flurstücknummer des Kulturdenkmals, gegebenenfalls auch den Ortsteil. Die Grundsortierung der Liste erfolgt nach dieser Adresse. Der Link (Karte) führt zu verschiedenen Kartendiensten mit der Position des Kulturdenkmals. Fehlt dieser Link, wurden die Koordinaten noch nicht eingetragen. Sind diese bekannt, können sie über ein Tool mit einer Kartenansicht einfach nachgetragen werden. In dieser Kartenansicht sind Kulturdenkmale ohne Koordinaten mit einem roten bzw. orangen Marker dargestellt und können durch Verschieben auf die richtige Position in der Karte mit Koordinaten versehen werden. Kulturdenkmale ohne Bild sind an einem blauen bzw. roten Marker erkennbar.
- Datierung: Baubeginn, Fertigstellung, Datum der Erstnennung oder grobe zeitliche Einordnung entsprechend des Eintrags in der zuständigen Denkmaldatenbank (Landesamt für Denkmalpflege Baden-Württemberg).
- Beschreibung: Kurzcharakteristik des Kulturdenkmals.

## Aistaig
| Bild           | Bezeichnung                                                                                  | Lage                                   | Datierung                 | Beschreibung | ID |
| -------------- | -------------------------------------------------------------------------------------------- | -------------------------------------- | ------------------------- | ------------ | -- |
|                | Kriegsgräberfeld                                                                             | Aistaig, bei Grabenäcker 2             | 2. Hälfte des 20. Jh.     |              |    |
|                | Pfarrhaus mit Pfarrgarten                                                                    | Aistaig, Mafellstraße 4 (Karte)        | 1668                      |              | BW |
| Weitere Bilder | Ev. Galluskirche mit Kirchhof und Kirchhofmauer                                              | Aistaig, Mafellstraße 9 (Karte)        | 1404 (Chor und Sakristei) |              |    |
|                | Wasserkraftwerk Denkenhauser Bach: Turbinenhaus mit Schalthaus, Zuleitungsrohren und Stausee | Aistaig, Stausee 1 (Karte)             | 1920-1929                 |              | BW |
|                | Gasthaus Krone                                                                               | Aistaig, Stuttgarter Straße 6 (Karte)  | 1843                      |              | BW |
|                | Rat- und Schulhaus                                                                           | Aistaig, Stuttgarter Straße 12 (Karte) | 1827                      |              | BW |
|                | Bahnwärterhaus                                                                               | Aistaig, Wertwiesen 2                  | um 1867                   |              |    |

## Altoberndorf
| Bild | Bezeichnung                                      | Lage                                        | Datierung | Beschreibung | ID |
| ---- | ------------------------------------------------ | ------------------------------------------- | --------- | ------------ | -- |
|      | Kath. Pfarrkirche St. Silvester                  | Altoberndorf, Alt-Dorfstraße 44 (Karte)     | 1888–90   |              | BW |
|      | Gefallenendenkmal                                | Altoberndorf, bei Alt-Dorfstraße 44 (Karte) | 1926      |              | BW |
|      | Pfarrhaus                                        | Altoberndorf, Alt-Dorfstraße 49 (Karte)     | 1804      |              | BW |
|      | Bahnwärterhaus                                   | Altoberndorf, Am grünen Berg 12 (Karte)     | um 1867   |              | BW |
|      | Wegkreuz                                         | Altoberndorf, Brühl                         | 1919      |              |    |
|      | St.-Anna-Kapelle mit Denkmal und Brunnen         | Altoberndorf, Dollauweg 1 (Karte)           | 1922      |              |    |
|      | Wegkreuz                                         | Altoberndorf, bei Hegelberg 1               | 1869      |              |    |
|      | Wegkreuz                                         | Altoberndorf, Höhinger Teile                | 1898      |              |    |
|      | Flugabwehrstellung Höhinger Teile                | Altoberndorf, Höhinger Teile                | um 1916   |              |    |
|      | Kreuzbergkapelle mit Kreuzweg und Lourdesgrotte  | Altoberndorf, Kreuzberg 1 (Karte)           | 1797      |              |    |
|      | Schwestern- und Gemeindehaus mit Kleinkindschule | Altoberndorf, Langensteige 7 (Karte)        | 1922–23   |              | BW |
|      | Quergeteiltes Einhaus                            | Altoberndorf, Obere Gasse 3 (Karte)         | um 1800   |              | BW |

## Beffendorf
| Bild | Bezeichnung                                           | Lage                                           | Datierung             | Beschreibung | ID |
| ---- | ----------------------------------------------------- | ---------------------------------------------- | --------------------- | ------------ | -- |
|      | Wegkreuz                                              | Beffendorf, Bollure, Pferlen                   | 1928                  |              |    |
|      | Kath. Pfarrkirche St. Urban                           | Beffendorf, Bösinger Straße 1 (Karte)          | 1827                  |              |    |
|      | Gefallenendenkmal                                     | Beffendorf, bei Bösinger Straße 1 (Karte)      | 1924                  |              | BW |
|      | Wegkreuz                                              | Beffendorf, bei Bösinger Straße 19             | 1886                  |              |    |
|      | Wegkreuz                                              | Beffendorf, bei Hochmössinger Straße 6         | 1863                  |              |    |
|      | Herzogkapelle                                         | Beffendorf, Hochmössinger Straße 98 (Karte)    | 1890                  |              |    |
|      | Alter Wasserturm der Heimbach-Wasserversorgungsgruppe | Beffendorf, Hochmössinger Straße 100 (Karte)   | 1907                  |              | BW |
|      | Neuer Wasserturm der Heimbach-Wasserversorgungsgruppe | Beffendorf, Hochmössinger Straße 100/2 (Karte) | 1969/70               |              | BW |
|      | Wegkreuz                                              | Beffendorf, bei Hochwiesenstraße 4             | 1866                  |              |    |
|      | Wegkreuz                                              | Beffendorf, Krümme                             | 1878                  |              |    |
|      | Wegkreuz                                              | Beffendorf, Mailoch                            | 1879                  |              |    |
|      | Wegkreuz                                              | Beffendorf, Oberaichhofweg, Eckwiesenäcker     | 1948                  |              |    |
|      | Wegkreuz                                              | Beffendorf, Obere Eichen, Uchtert              | 1871                  |              |    |
|      | Quergeteiltes Einhaus                                 | Beffendorf, bei Schmiedgasse 17 (Karte)        | um 1800               |              | BW |
|      | Kaspars-Kreuz                                         | Beffendorf, Spitzäcker                         | 1865                  |              |    |
|      | Wegkreuz                                              | Beffendorf, Steigweg                           | Ende des 19. Jh.      |              |    |
|      | Winkelgehöft                                          | Beffendorf, Zehtscheuergasse 2 (Karte)         | 1. Hälfte des 19. Jh. |              | BW |

## Bochingen
| Bild           | Bezeichnung                         | Lage                                  | Datierung                                           | Beschreibung | ID                       |
| -------------- | ----------------------------------- | ------------------------------------- | --------------------------------------------------- | ------------ | ------------------------ |
|                | Quergeteiltes Einhaus               | Bochingen, Balinger Straße 63 (Karte) | Anfang des 19. Jh.                                  |              | BW                       |
| Weitere Bilder | Kath. Pfarrkirche St. Mauritius     | Bochingen, Balinger Straße 68 (Karte) | Ende des 15. Jh. (Chor und Turm) 1811/12 (Langhaus) |              | Wikidata-Objekt anzeigen |
|                | Schafstall                          | Bochingen, Breite 3                   | 1920                                                |              |                          |
|                | St.-Wolfgang-Kapelle                | Bochingen, Kapellenstraße 6 (Karte)   | 1728                                                |              | BW                       |
|                | Denkmal                             | Bochingen, Mesnerhalde                | um 1938                                             |              |                          |
|                | Wegkreuz                            | Bochingen, Pfostenhölzle              | 1855                                                |              |                          |
|                | Gefallenendenkmal mit Gedenksteinen | Bochingen, bei Vöhringer Straße 31    | 1922/23 (Gefallenendenkmal) 1959 (Gedenksteine)     |              |                          |

## Boll
| Bild | Bezeichnung                                    | Lage                              | Datierung | Beschreibung | ID |
| ---- | ---------------------------------------------- | --------------------------------- | --------- | ------------ | -- |
|      | Schwere Flugabwehrstellung „Boll“ der LVZ West | Boll, Härle                       | 1939      |              |    |
|      | Gedenkstein                                    | Boll, Sommerberg                  | 1888      |              |    |
|      | Ev. Kirche                                     | Boll, Lindenbühlstraße 1 (Karte)  | 14. Jh.   |              |    |
|      | Schul- und Lehrerwohnhaus                      | Boll, Lindenbühlstraße 30 (Karte) | 1939      |              | BW |
|      | Gefallenendenkmal                              | Boll, Steigerstraße 5             | um 1950   |              |    |

## Hochmössingen
| Bild           | Bezeichnung                                                 | Lage                                          | Datierung              | Beschreibung | ID                       |
| -------------- | ----------------------------------------------------------- | --------------------------------------------- | ---------------------- | ------------ | ------------------------ |
|                | Quergeteiltes Einhaus                                       | Hochmössingen, Adlergasse 2 (Karte)           | 1808                   |              | BW                       |
|                | Quergeteiltes Einhaus                                       | Hochmössingen, Dornhaner Straße 30 (Karte)    | 1808                   |              | BW                       |
|                | Schul- und Rathaus                                          | Hochmössingen, Dornhaner Straße 39 (Karte)    | 1835/36                |              | BW                       |
|                | Sockel eines Funkmessgerätes                                | Hochmössingen, Fronholz                       | 1944                   |              |                          |
| Weitere Bilder | Antoniuskapelle, Fluorner Kapelle                           | Hochmössingen, Hochfeld 1 (Karte)             | 1517                   |              | Wikidata-Objekt anzeigen |
|                | Wegkreuz                                                    | Hochmössingen, Oberer Hasenbühl               | 1896                   |              |                          |
|                | Wegkreuz                                                    | Hochmössingen, Reute                          | 19./Anfang des 20. Jh. |              |                          |
| Weitere Bilder | Kath. Pfarrkirche St. Othmar mit Kirchhof und Kirchhofmauer | Hochmössingen, Kirchstraße 1 (Karte)          | 15. Jh.                |              | Wikidata-Objekt anzeigen |
|                | Gefallenendenkmal                                           | Hochmössingen, bei Kirchstraße 1              | 1927                   |              |                          |
|                | Kellerhaus                                                  | Hochmössingen, bei Kirchstraße 17 (Karte)     | 19. Jh.                |              | BW                       |
|                | Wohn- und Wirtschaftsgebäude                                | Hochmössingen, Kirchstraße 35 (Karte)         | 18./Anfang des 19. Jh. |              | BW                       |
|                | Wegkreuz                                                    | Hochmössingen, Innere Beffendorfer Wegä       | 1867                   |              |                          |
|                | Schwere Flugabwehstellung Hochmössingen                     | Hochmössingen, Römerweg                       | 1939–40                |              |                          |
| Weitere Bilder | Agathakapelle                                               | Hochmössingen, Römlinsdorfer Straße 2 (Karte) | 1697                   |              | Wikidata-Objekt anzeigen |
| Weitere Bilder | Wegkreuz                                                    | Hochmössingen, Römlinsdorfer Straße 2 (Karte) | 4. Viertel des 19. Jh. |              |                          |

## Oberndorf am Neckar
| Bild           | Bezeichnung                                             | Lage                                                                  | Datierung             | Beschreibung | ID                       |
| -------------- | ------------------------------------------------------- | --------------------------------------------------------------------- | --------------------- | --- | ------------------------ |
|                | Reste der Stadtbefestigung                              | Oberndorf, gesamtes Stadtgebiet                                       | 13. Jh.               | |                          |
|                | Wegkreuz                                                | Oberndorf, bei Ahornweg 8                                             | wohl Ende des 19. Jh. | |                          |
|                | Mahnmal                                                 | Oberndorf, Aistaiger Straße                                           | 1981                  | |                          |
|                | Brücke                                                  | Oberndorf, Alte Steige                                                | 1785                  | |                          |
|                | Turm des Schützenhauses                                 | Oberndorf, August Barack-Straße 40 (Karte)                            | 1889                  | | BW                       |
|                | Posthaus                                                | Oberndorf, Bahnhofstraße 12 (Karte)                                   | 1897/98               | | BW                       |
| Weitere Bilder | Empfangsgebäude des Bahnhofs Oberndorf (Neckar)         | Oberndorf, Bahnhofstraße 18 (Karte)                                   | 1866/67               | | Wikidata-Objekt anzeigen |
|                | Fliegersperre Oberndorf                                 | Oberndorf, Barbaraacker, Bollerhalde, Dieselhalde, Lautenbach (Karte) | 1940                  | |                          |
|                | Villa Mauser mit Park                                   | Oberndorf, Brandecker Straße 4 (Karte)                                | 1913/14               | heute Finanzamt | BW                       |
|                | Wohnhaus                                                | Oberndorf, Brandecker Straße 13 (Karte)                               | 1924                  | | BW                       |
| Weitere Bilder | Ev. Stadtkirche                                         | Oberndorf, Brandecker Straße 33 (Karte)                               | 1915/16               | | Wikidata-Objekt anzeigen |
|                | Wohnhaus                                                | Oberndorf, Brühlstraße 10 (Karte)                                     | um 1906               | | BW                       |
|                | Wasserstollen der Dieselhaldenquelle                    | Oberndorf, Dieselhalde                                                | 1893                  | |                          |
|                | Villa Mauser mit Park                                   | Oberndorf, Dieselhalde 1 (Karte)                                      | um 1906               | | BW                       |
|                | Pfarrhaus                                               | Oberndorf, Hafenmarkt 2 (Karte)                                       | 1925/26               | |                          |
| Weitere Bilder | Altes Rathaus                                           | Oberndorf, Hauptstraße 16 (Karte)                                     | 1783                  | |                          |
|                | Scheffelhaus                                            | Oberndorf, Hauptstraße 34 (Karte)                                     | im Kern 1476          | |                          |
|                | Pfalz (Amtshaus, Kameralhaus)                           | Oberndorf, Kameralstraße 8 (Karte)                                    | 1766                  | |                          |
|                | Wohnhaus                                                | Oberndorf, Kameralstraße 14 (Karte)                                   | 18. Jh.               | |                          |
|                | Bergkapelle                                             | Oberndorf, Kapellenweg 43 (Karte)                                     | 1910                  | |                          |
|                | Wohnhaus                                                | Oberndorf, Kirchtorstraße 5 (Karte)                                   | um 1800               | | BW                       |
|                | Wohnhaus                                                | Oberndorf, Kirchtorstraße 9 (Karte)                                   | Ende des 18. Jh.      | | BW                       |
| Weitere Bilder | Katholische Stadtpfarrkirche St. Michael                | Oberndorf, Kirchtorstraße 11 (Karte)                                  | 1925/26               | | Wikidata-Objekt anzeigen |
|                | Luftschutzanlagen der Mauserwerke (Mauserstollen)       | Oberndorf, Klosterstraße                                              | 1943/44               | |                          |
| Weitere Bilder | Augustinerkloster                                       | Oberndorf, Klosterstraße 1, 3 (Karte)                                 | 1772–79               | |                          |
|                | Fabrikgebäude „Schwedenbau“                             | Oberndorf, Klosterstraße 14 (Karte)                                   | 1894–99               | | BW                       |
|                | Pfeffermühle                                            | Oberndorf, Langer Weg 2 (Karte)                                       | 17./18. Jh.           | | BW                       |
|                | Wohnhaus                                                | Oberndorf, Langer Weg 13 (Karte)                                      | 17./18. Jh.           | |                          |
|                | Lehrerwohnhaus                                          | Oberndorf, Lindenstraße 13 (Karte)                                    | 1875                  | | BW                       |
|                | Arbeiterwohnhaus der Mauserwerke mit Nebengebäude       | Oberndorf, Mauserstraße 2 (Karte)                                     | 1874                  | | BW                       |
|                | Königliches Amtsgericht Oberndorf a. N.                 | Oberndorf, Mauserstraße 28 (Karte)                                    | 1908                  | | BW                       |
|                | Amtsgebäude der königlichen Straßenbauinspektion        | Oberndorf, Mauserstraße 38 (Karte)                                    | 1902                  | | BW                       |
|                | Laufbrunnen                                             | Oberndorf, bei Oberamteistraße 9 (Karte)                              | um 1912               | | BW                       |
|                | Grabdenkmale und Erinnerungsstätten auf dem Talfriedhof | Oberndorf, Rosenfelder Straße, Teckstraße (Karte)                     |                       | ●„Türkengrab“ ●Grabmäler der Familie Mauser Denkmal für die in den Weltkriegen gefallenen Mitglieder der Kolpingfamilie ●Kriegsgräberfeld des 2. Weltkriegs ●Grab- und Gedenkstätte für Kriegsgefangene und Zwangsarbeiter |                          |
|                | Wegkreuz                                                | Oberndorf, Scheibenbühl                                               | 1895                  | |                          |
|                | Gasthaus Anker                                          | Oberndorf, Schuhmarktplatz 9 (Karte)                                  | 18. Jh.               | | BW                       |
|                | Gewölbekeller                                           | Oberndorf, Schuhmarktplatz 13 (Karte)                                 | 1236                  | | BW                       |
|                | Wohn- und Geschäftshaus                                 | Oberndorf, Talstraße 8 (Karte)                                        | Ende des 19. Jh.      | | BW                       |
|                | Ehem. Gasthof zum Schwanen                              | Oberndorf, Talstraße 9 (Karte)                                        | 1812                  | | BW                       |
| Weitere Bilder | Dollaubrücke                                            | Oberndorf, Teckstraße (Karte)                                         | um 1938               | |                          |
|                | Badeanstalt mit Wäscherei (Badhaus)                     | Oberndorf, Teckstraße 11 (Karte)                                      | 1917                  | | BW                       |
|                | Elektrizitätszentrale                                   | Oberndorf, Teckstraße 13 (Karte)                                      | 1913                  | | BW                       |
|                | Untereichhof mit Back-und Kellerhaus                    | Oberndorf, Untereichhof 1, 2 (Karte)                                  | um 1720               | | BW                       |
|                | Werkstättenbau D der Mauserwerke                        | Oberndorf, Werkstraße 27, 35 (Karte)                                  | 1915-17               | | BW                       |